# Tele M1
Tele M1 ist ein konzessionierter regionaler Privatfernsehsender in der Schweiz für die Kantone Aargau und Solothurn.
Seit 2018 erbringt CH Media, ein Joint Venture der NZZ-Mediengruppe und der AZ Medien, Dienstleistungen für die Konzessionsgesellschaft.
Zum Sendegebiet gehören die Kantone Aargau, Solothurn sowie angrenzende Regionen. Zu empfangen ist Tele M1 über Kabel, über verschiedene digitale Angebote (SwisscomTV, SunriseTV etc.) und als Live-Stream. 
Tele M1 arbeitet mit den Sendern TeleZüri, TVO, Tele 1 und TeleBärn zusammen. Chefredaktor von Tele M1 ist Stephan Gassner.

## Allgemeines
Tele M1 besteht in der aktuellen Form seit Januar 1995. Der Sender hatte im 1. Semester 2018 in seinem Konzessionsgebiet (Personen 3+ mit Gästen) eine Tagesreichweite von rund 105'800 Personen (oder 9,2 % des Potenzials von 1,156 Millionen Personen), in der Deutschschweiz von 146'800 Personen (oder 2,8 % des Potenzials von 5'186 Millionen Personen) und ist damit einer der führenden Schweizer Regionalsender. Das Flaggschiff des Senders ist die tägliche Nachrichtensendung Aktuell (s. Programm). Das Jahresbudget beträgt rund 8 Millionen Franken. Der Sender ist in Aarau an der Neumattstrasse 1 untergebracht.

## Geschichte
Tele M1 wurde 1995 durch die AZ Medien AG lanciert. Auf den entsprechenden Frequenzen wurde unter dem Namen «RüslerTV» bereits seit 1990 regionales Fernsehen gemacht. Auf den 1. Januar 2012 übernahm das in Aarau domizilierte Medienhaus von Tamedia zusätzlich die Sender TeleZüri und TeleBärn. Unter dem Dach der AZ Medien bildete Tele M1 damit zusammen mit den Sendern TeleZüri und TeleBärn eine eigentliche Senderfamilie.
- 1990 Sendestart als RüslerTV
- 1992 Erstes Betriebsjahr als semiprofessionelles Regionalfernsehen
- 1995 Start von Tele M1 (6. Januar: Gebiet Ost; 3. Februar: Gebiet West)
- 2005 Die Sendereihe Alltag gewinnt den Schweizer Fernsehpreis «TVStar»
- 2010 Umfassendes Redesign der Hauptsendungen, Bezug komplett neuer Studioanlagen
- 2012 AZ Medien übernimmt TeleZüri und TeleBärn
- 2014 HD-Ableger gestartet
- 2018 CH Media übernimmt die Radio- und Fernsehsender der AZ Medien und der NZZ-Mediengruppe
- 2021: Start des Newsportals ArgoviaToday in Zusammenarbeit mit Radio Argovia[6]

## Programm
Nach einem wechselnden Nachmittags- und Vorabendprogramm (14.00–18.00 Uhr) beginnt das eigentliche Hauptprogramm von Tele M1 um 18.00 Uhr. Die Programmstunde 18.00–19.00 Uhr wird nach der Erstausstrahlung stündlich wiederholt, wobei die regionalen Nachrichten bei entsprechender Newslage bis in die Nacht hinein aktualisiert werden. Kern des Programms ist die regionale Nachrichtensendung Aktuell. Jeden Tag produzieren die Videojournalisten des Senders rund eine Viertelstunde News. Schwerpunkt bilden aktuelle Geschichten aus den Regionen Aargau und Solothurn. Bei grossen Ereignissen behandelt der Sender auch nationale oder internationale Themen. In der zweiten Programmhalbstunde folgen verschiedene aktuelle Talk- und Unterhaltungssendungen.

## Sendungen
- Aktuell (täglich ab 18.00 Uhr): News aus der Region, Moderation: Tanja Gutmann, Adrian Remund, Anna Steiner, Anne-Käthi Kremer, Alain Röllin und Corina Destraz
- Check-up (Mo, 18.15 Uhr): Gesundheitsmagazin
- Geld (Fr, 19.15 Uhr): Wirtschaftsmagazin mit Martin Spieler
- TalkTäglich (Mo–Mi, 18.30 Uhr): Aktuelle Talkshow
- Tierisch (Do, 18.30 Uhr): Sendung für Tierliebhaber, Tiervermittlung mit Silvi Herzog
- Lifestyle (Fr, 18.30 Uhr): Trendmagazin mit Patricia Boser
- SwissDinner (Sa, 18.25 Uhr): Unterhaltungs-Kochsendung
- Quizzenswert (Sa, 18.45 Uhr): Roland Kessler verwickelt Passanten in ein Quiz. Die Kandidaten können bis zu 100 Franken gewinnen.
- SonnTalk (So, 18.25 Uhr): Gesprächsrunde zu den Themen der Woche mit Markus Gilli
- Zeig's mir[7]
- +41 - Das Schweizer Reportagemagazin

Weitere Sendungen im Nachmittags- und Vorabendprogramm: GlobeTV u. a.

## Technisches
Das Studio von Tele M1 befindet sich im Telliquartier in Aarau. News-Material wird von Videojournalisten mit Sony-XDCAM gesammelt. Unterhaltungssendungen und Studioproduktionen werden von Kameraleuten mit ENG-Kameras XDCAM HD realisiert. Das Bild- und Tonmaterial wird ausschliesslich auf digitalen Schnittplätzen bearbeitet. Die fertig geschnittenen und vertonten Berichte werden anschliessend ins computergestützte Playout-System importiert.